# 670 TCN
670 TCN là một năm trong lịch La Mã.